# Габриел д'Естре
Габриел д'Естре (на френски: Gabrielle d'Estrees; 1573 – 10 април 1599) е най-известната метреса на френския крал Анри IV. Макар и много по-млада от него, той я обича толкова много, че възнамерява да се ожени за нея въпреки скромния ѝ произход. Само неочакваната ѝ смърт ѝ попречва да стане кралица на Франция.

## Произход и запознанство с краля
Габриел произлиза от небезизвестния род Лабурдезиер. За жените в него се носи слава, че са леки и че са били в леглата на известни мъже. Едната ѝ баба например е била любовница на крал Франсоа I, на император Карл V и на папа Климент VII. Майка ѝ има шест сестри, които са толкова палави, че често ги наричат „седемте смъртни гряха“.
Бащата на девойката Антоан е управител на провинция Пикардия и сам отглежда децата си, след като жена му го изоставя заради поредния си любовник. Именно в родовия замък близо до Соасон я открива младият парижки благородник Роже дьо Белгард, който се влюбва в нея. Тя му отвръща със силни чувства и вече вижда как се очертава щастливото ѝ бъдеще, когато Белгард прави голяма грешка: той разказва на краля за красотата на годеницата си и Анри ІV решава да я види. Щом я вижда, той също се влюбва и упражнява цялата си власт, за да отстрани Белгард. Младежът се оттегля, но хубавата Габриел се оказва по-упорита. Тя отказва да бъде метреса и публично заявява за краля, че е „толкова грозен, че дори не може да го гледа“.

## Кралска метреса
Анри ІV е известен със страстта си към млади любовници. Той директно предлага на баща ѝ голяма сума пари, за да я убеди. И така през пролетта на 1591 г. тя му се отдава. Изглежда обаче, че не прекъсва веднага връзките си с Белгард, което предизвиква голяма ревност у краля. Към него остава хладна. Все пак това отношение постепенно започва да се променя – тя го следва във военните походи, грижи се да е добре нахранен и облечен, споделя неудобствата на войнишкия живот. Той, от своя страна, ѝ дава гръмки титли: маркиза дьо Монсо, херцогиня дьо Бофор.
Метресата не е приета добре в двора – когато например бива кръстено третото ѝ дете, сестрата на краля Катрин отказва да го докосне. Освен това се носят упорити слухове за ниския ѝ морал. По преценка на съвременните историци обаче те се дължат по-скоро на славата на предшественичките ѝ, отколкото на самата нея.
За да може да напусне бащиния си дом, Габриел трябва да се омъжи. Анри старателно търси съпруг, който да не може да отстоява своите права. Спира се на възрастния барон Никола дьо Лианкур. Бракът продължава две години и завършва с развод, при който срещу голяма сума пари баронът обявява публично, че е импотентен. В действителност по този начин кралят съсипва живота на горкия човек, защото „това е по-лошо дори от смъртта през шестнадесетото столетие“.
Габриел е католичка, а когато се запознават, Анри е хугенот (тоест калвинист или протестант). В тази епоха религията е от голямо значение. Както е известно, през 1593 г. той приема католицизма по политически причини, но роля за това решение има и неговата любима. Пак тя съдейства за решението пет години по-късно да бъде издаден прочутият Нантски едикт.

## Деца
Причината да се върне свободата на кралската метреса е появата на първото ѝ дете. Това се случва на 7 юни 1594 г. – то е момче и получава името Сезар, по-късно удостоен с титлата херцог на Вандом. Анри ІV се опасява, че Лианкур може да заяви бащинството си, затова се налага да предизвика развод. Той вижда малкото дете като свой наследник, защото макар и на 40 години, все още няма деца от жена си Маргьорит Валоа. Разбира се, то е извънбрачно и юридическите пречки пред това решение са страшно много, ето защо той обещава на щастливата майка да се ожени за нея. Сезар дава начало на рода Вандом – род на не един славен военачалник.
През 1596 г. Габриел д'Естре ражда момиче – Картин Анриет, а през 1598 г. второ момче, на име Александър.

## Смърт
През 1599 г. Анри ІV обявява, че по Великден ще се ожени за метресата си. Повечето му придворни и роднини са в шок по две причини – произходът на бъдещата булка и обстоятелството, че бракът му с Маргьорит все още не е анулиран. Ала по това време тя е бременна за четвърти път и той иска следващото им дете да е законно. Убеден от съветниците си, той оставя Габриел, като я изпраща да гостува в дома на свой приятел близо до Париж. На 6 април тя приема лимон за десерт, след което състоянието ѝ изведнъж се влошава. Няколко нощи са прекарани в силни гърчове и треска. Повикана е акушерка, която вади мъртвото дете от утробата ѝ, но това не помага. На 10 април сутринта тя умира. През това време Анри вече е научил за болестта ѝ и препуска към нея. По пътя го застига страшната вест за смъртта ѝ. Решава да не се дискредитира повече и обръща към Париж. Не прави разследване, въпреки че съществуват тежки съмнения, че във въпросния лимон е имало отрова. Приема, че съдбата не е искала да се ожени по този неправилен начин.

## В изкуството
Красотата ѝ кара много художници да желаят да я рисуват, но най-известният ѝ портрет е от неизвестен автор. Тази картина, която и до днес се пази в Лувъра, показва метресата гола в банята със сестра ѝ. Не само че двете са безсрамно разголени, но и сестра ѝ палаво е хванала зърното на гърдата ѝ. Картината има няколко реплики. Макар тогава да е била пазена в тайна, днес тя потвърждава тезата за твърде лекия характер на метресата.